# Сонгкрам, Пибун
Пибу́н Сонгкра́м, также Плек Пибунсонгкрам (тайск. จอมพล แปลก พิบูลสงคราม; 14 июля 1897, Нонтхабури — 11 июня 1964, Токио) — военный и политический деятель Таиланда, фельдмаршал, премьер-министр в 1938—1944 и 1948—1957 годах.

## Ранние годы и карьера до революции 1932 года

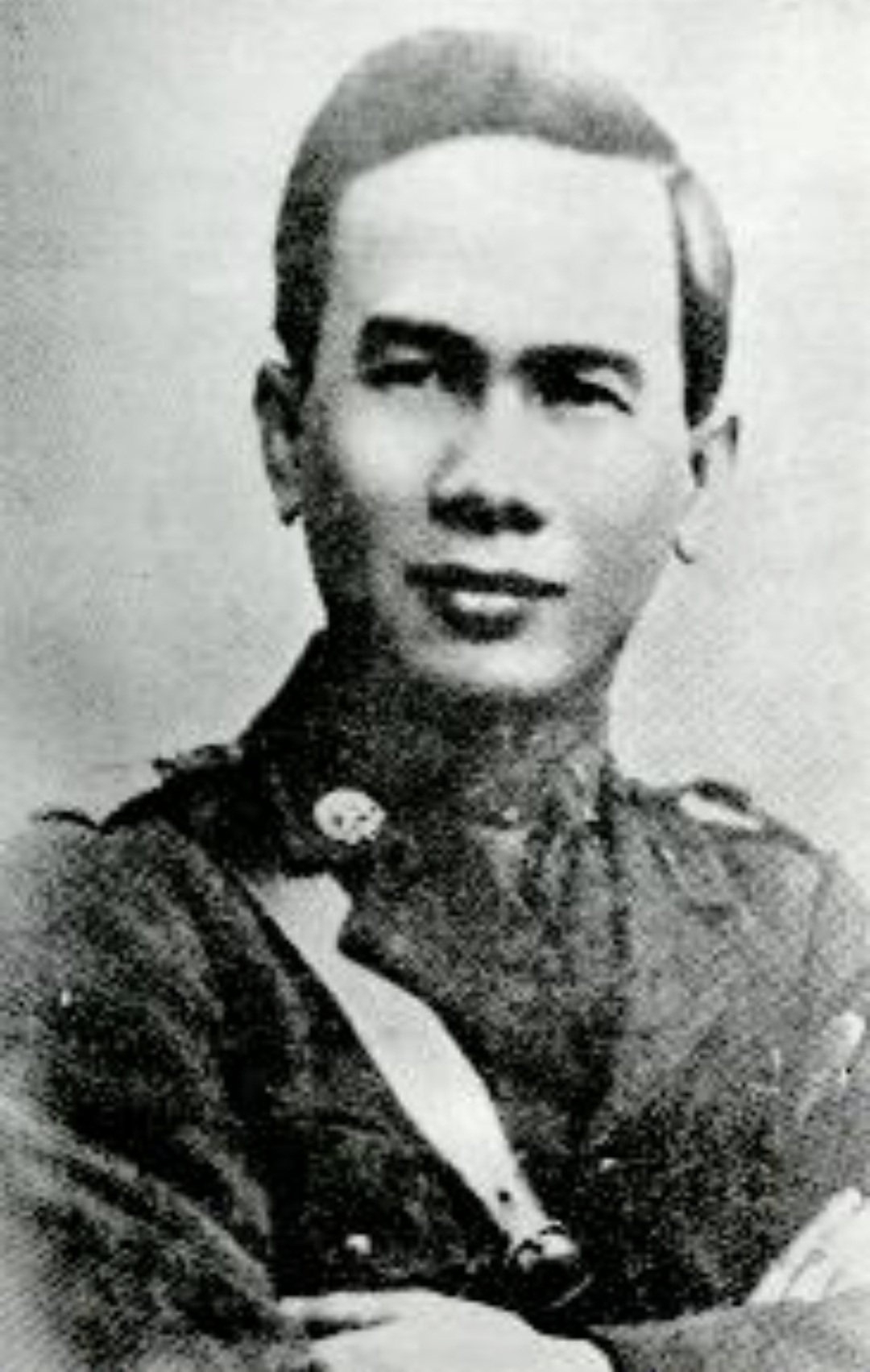
Пибун Сонгкрам в 1920-х годах

Родился в Нонтхабури, северном пригороде Бангкока, в семье Кида Киттасангха, который был сыном китайского иммигранта. Первое его имя «Плек» на тайском языке означает «странный». Родители Плека владели садом, где выращивали дуриан. Плек Киттасангха сначала учился в школе при буддийском храме, после чего поступил в Королевскую военную академию Чулачомклао, которую окончил в 1914 году, получил звание второго лейтенанта артиллерии и был направлен в артиллерийский полк в Пхитсанулок. Во время первой мировой войны проходил стажировку в артиллерийских частях во Франции. Молодой офицер пользовался среди сослуживцев репутацией культурного, трудолюбивого и пунктуального человека.
С 1924 по 1927 годы Плек Киттасангха продолжил своё обучение во Франции, окончил военную академию в Пуатье и Фонтенбло. Во время учёбы Плек общался с другими представителями тайской молодёжи, военными и гражданскими, которые учились во Франции, в том числе с создателями партии Кхана Ратсадон, будущими организаторами революции 1932 года, и разделял их идеи о необходимости революции в Таиланде. Среди его друзей были студент-юрист Приди Паномионг, который возглавлял Ассоциацию тайских студентов во Франции, и Прайоон Пхорнмонтри. Знакомство с Паномионгом впоследствии способствовало политической карьере Плека, но потом переросло в соперничество и вражду.
По возвращении в Таиланд получил звание капитана, а в 1928 году король Прачадипок (Рама VII) присвоил ему титул «Луанг» (что примерно соответствует виконту в европейской системе титулов) и новое имя — «Пибунсонгкрам» вместо имени, данного ему при рождении. Такая практика — присвоение нового имени вместе с титулом — была распространена в Сиаме. Имя «Пибунсонгкрам» означает «большая», или «наступательная война». Впоследствии Пибунсонгкрам получил звание майора Генерального штаба и был назначен шталмейстером принца Нарисара Нувадтивонга. В начале 1930-х вступил в партию Кхана Ратсадон, возглавив одну из групп партии в кругах военных. Был активным участником революции 1932 года, после чего получил прозвище «человек на лошади».

## Карьера в 1932—1938

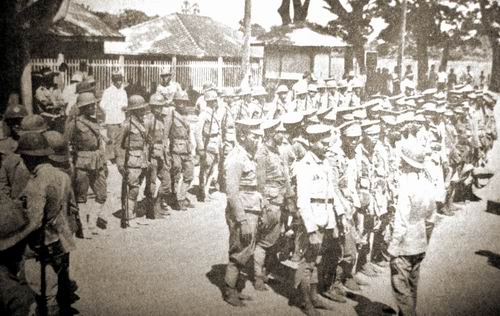
Правительственные войска направляются на подавление восстания Боворадета

После революции 1932 года Пибунсонгкрам занял должность заместителя командующего артиллерией Королевских вооружённых сил Таиланда, но поначалу не вёл политической деятельности. В июне 1933 года принял активное участие в военном перевороте во главе с Пхахоном Пхаюхасена, после чего политическое влияние Пибунсонгкрама стало быстро расти. В октябре 1933 Пибунсонграм успешно проявил себя в подавлении роялистского мятежа принца Боворадета, что укрепило его авторитет в армии. Пибунсонгкрам был повышен в звании до полковника, заместителя командующего армией, а в 1934 году стал министром обороны в правительстве Пхахона Пхаюхасена, став фактически вторым человеком в правительстве.
Ещё будучи заместителем министра обороны, Пибунсонгкрам создал «Ювачон» — военизированную молодёжную организацию парамилитари полуфашистского типа. На посту министра обороны он способствовал внедрению националистической и милитаристской пропаганды в школьную программу. Пибунсонгкрам был главным идеологом создания фильмов героико-исторической тематики «Кровь тайских солдат» (1935), «Кровь Супханбури», «Принцесса Сенви», а также по его инициативе были установлены памятники знаменитым правителям Таиланда — королям Наресуану Великому и Таксину, которые должны были служить примерами успешного правления страной.
После скандала, связанного с продажей по заниженным ценам конфискованного имущества короля Прачадипока, который отрёкся от престола в 1935 году, правительство Пхахона Пхаюхасена ушло в отставку, и после внеочередных парламентских выборов 1938 года 16 декабря 1938 года Регентский совет утвердил кандидатуру Пибунсонгкрама на пост премьер-министра.

## Первое премьерство (1938—1944)

### Внутренняя политика

Кабинет Пибунсонгкрама (1938)

Придя к власти, Пибунсонгкрам использовал своё положение, чтобы избавиться от политических оппонентов. Ряд королевских сановников, военных, а также представителей парламентской оппозиции был предан суду по обвинению в заговоре против короля Ананда Махидола. На судебном процессе, беспристрастность которого была весьма сомнительной, 18 подсудимых были приговорены к смертной казни, а 52 — к длительным срокам заключения. Десятки людей были также арестованы на острове Тарутау. Бывший король Прачадипок, обвинённый в организации заговора с целью возвращения на трон, был объявлен персоной нон грата, его изображения были удалены отовсюду. Таким образом была подавлена оппозиция режиму личной власти Пибунсонгкрама как со стороны консервативных роялистов, так и внутри партии Кхана Ратсадон.
С приходом к власти Пибунсонгкрама прогрессивные формы национализма в Таиланде сменились пантаистскими (основной принцип пантаизма — объединение всех тайских народов под властью тайского короля). Главным идеологом режима Пибунсонгкрама был министр культуры (с 1942 — министр иностранных дел) Вичит Вичитватакан, писатель и поклонник Муссолини, которого британский посол в Бангкоке окрестил «карманным Геббельсом». Для культурной политики Таиланда конца 1930-х — начала 1940-х были характерны мистификация истории тайской государственности, популизм и реваншистские настроения (в частности, требования освободить «исконно тайские» территории Бирмы и Камбоджи, которые отошли Великобритании и Франции (соответственно) в период колониальных захватов в начале XX века). По распоряжению правительства Пибунсонгкрама были изданы карты для школьников, на которых эти территории Бирмы и Камбоджи обозначались как принадлежащие Таиланду.
По инициативе Пибунсонгкрама в 1939 году Сиам был переименован в Таиланд, а в 1941 году в стране был введён европейский григорианский календарь — год отныне начинался с 1 января, а не с 13 апреля.

### Франко-тайская война

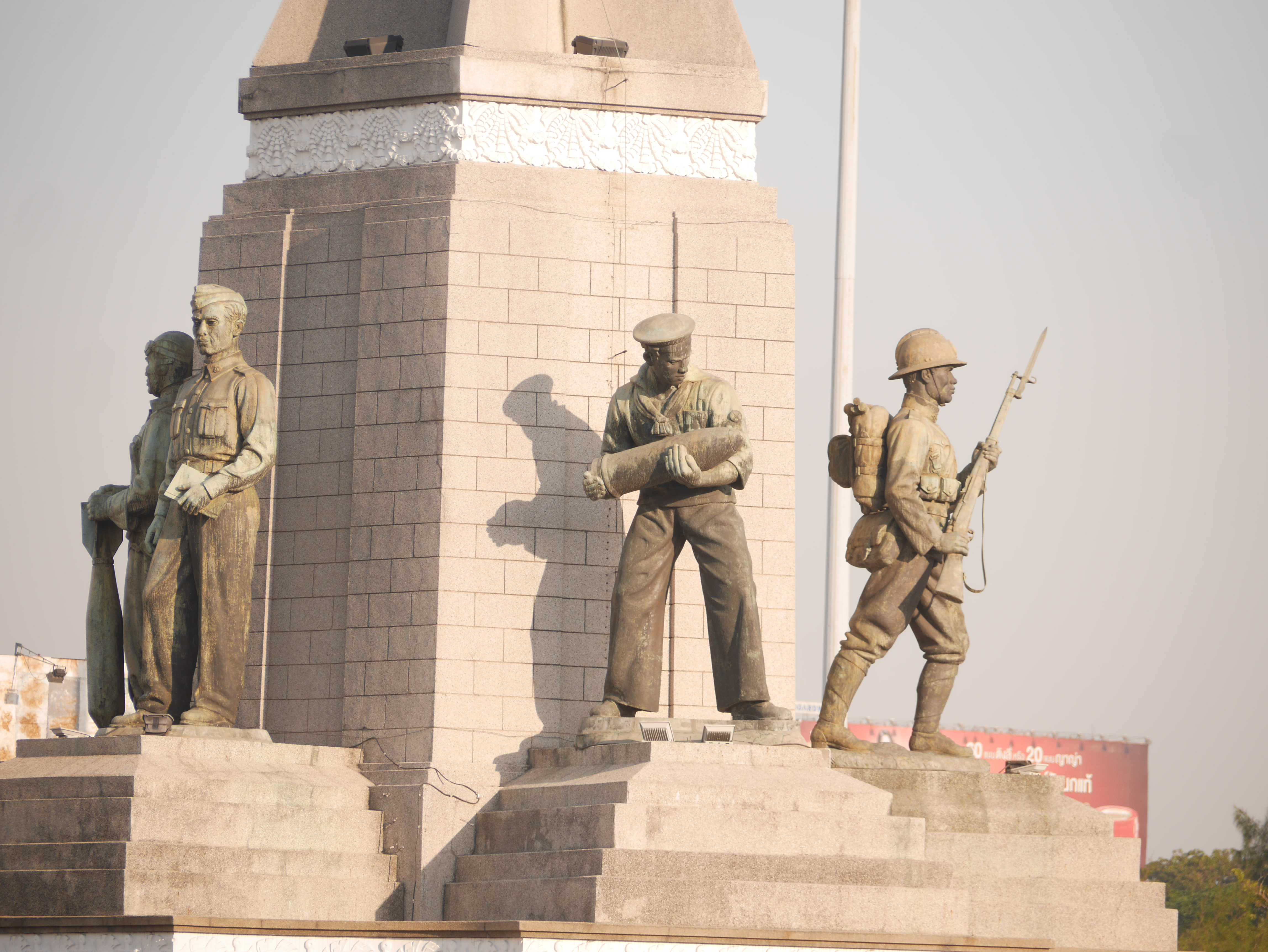
Монумент Победы в Бангкоке, воздвигнутый в честь победы над Францией

После оккупации Франции нацистской Германией в 1940 году французские колониальные власти, изолированные от метрополии, были ослаблены и не могли воспрепятствовать японскому вторжению во Французский Индокитай в сентябре 1940 года. Это послужило своего рода сигналом для режима Пибунсонгкрама, который в ноябре 1940 года выдвинул территориальные претензии к вишистскому правительству и начал боевые действия против французских войск в Индокитае. Боевые действия велись до января 1941 года, в ходе боёв тайский флот потерпел поражение в Сиамском заливе. 29 января было подписано перемирие, а 9 мая 1941 года — мирный договор. Под давлением Японии правительство Виши уступило Таиланду Лаос и 2 провинции Камбоджи, что было воспринято в Таиланде как победа над Францией и личный триумф Пибунсонгкрама, поскольку впервые за свою историю Таиланд оказался способным одержать верх над европейским государством, хотя и значительно ослабленным.
В июне 1941 года в Бангкоке в ознаменование этой победы был построен огромный Монумент Победы, а Пибунсонгкрам, в начале войны имевший звание генерал-майора, присвоил себе чин фельдмаршала, минуя чины генерал-лейтенанта и генерала.

### Вторая мировая война

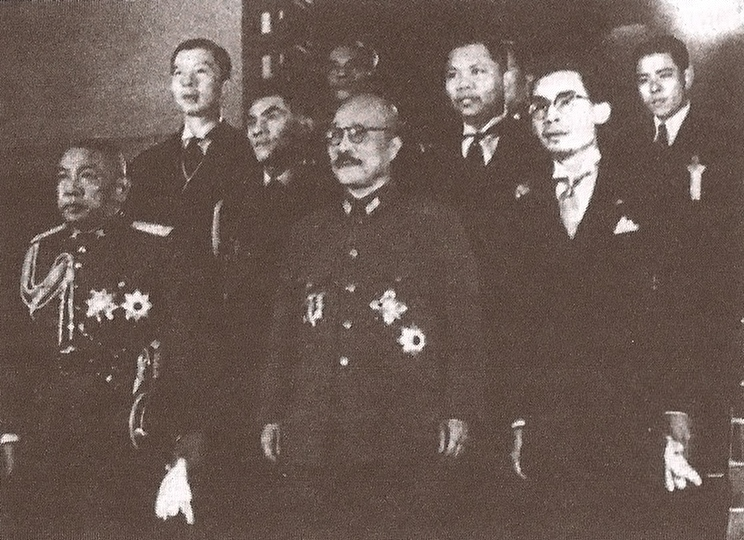
Таиландская делегация с премьер-министром Японии Хидэки Тодзио. Токио, 1942 год

Ещё до начала франко-тайской войны, в октябре 1940 года Пибунсонгкрам вёл секретные переговоры с Японией, на которых дал устное секретное обещание поддержать Японию в случае её вторжения в Малайзию. С другой стороны, в 1941 году правительство Пибунсонгкрама вело переговоры и с правительствами Великобритании и США, пытаясь заручиться их поддержкой в случае вторжения Японии в Таиланд. Премьер-министр Великобритании Уинстон Черчилль в письме Пибунсонгкраму писал:
Если Вы подвергнетесь нападению, защищайтесь. Сохранение подлинной независимости и суверенитета Таиланда — в британских интересах, мы расценим нападение на Вас как нападение непосредственно на нас.
На следующий день после атаки на Пёрл-Харбор, 8 декабря 1941 года японские войска высадились на побережье Таиланда, и после непродолжительных боевых действий Пибунсонгкрам принял решение заключить перемирие с Японией. В результате этого соглашения Япония сначала получила возможность использовать территорию Таиланда для вторжения в Малайю, а затем вовлечь Таиланд в состав оси Берлин-Рим-Токио. 21 декабря 1941 года было подписано соглашение о военном союзе между Таиландом и Японией. Кабинет министров и парламент дал согласие на этот союз.
25 января 1942 года тайское правительство объявило войну США и Великобритании. Это вызвало сопротивление со стороны отдельных представителей политической элиты Таиланда. Министр финансов и министр иностранных дел Приди Паномионг подал в отставку в знак протеста. Тайский посол в Вашингтоне Сени Прамот объявил декларацию об объявлении войны недействительной и отказался передать её правительству США. Таиланд был фактически оккупирован японской армией, которая вела боевые действия в Индокитае совместно с армией Таиланда. В мае 1942 года, тайские войска совместно с японской армией заняли северо-восточную Бирму, а 20 августа 1943 года Япония передала Таиланду четыре северомалайских и два шанских княжества.
Вторая мировая война нанесла большой урон экономике Таиланда, поскольку страна лишилась традиционных рынков сбыта. Ситуацию усугубила девальвация бата по отношению к иене, поскольку с мая 1942 года Таиланд с Японией вели расчёты в японской валюте. В июне 1942 года Пибунсонгкрам признал, что Таиланд стал банкротом, после чего Япония предоставила Таиланду облигационный заём на сумму 200 млн иен. Японские оккупационные власти проводили массовые принудительные мобилизации тайцев для строительных работ, в частности, тайско-бирманской железной дороги (получившей название «Железная дорога смерти»). На строительстве этой дороги погибло более 250 тысяч рабочих (в основном гражданские лица из Юго-Восточной Азии, а также военнопленные).
В связи с катастрофической экономической ситуацией и японской оккупацией в Таиланде нарастало сопротивление режиму Пибунсонгкрама. В 1942 году было создано массовое подпольное движение «Свободный Таиланд», ведущими деятелями которого были Приди Паномионг и Сени Прамот. Недовольство режимом росло и в кругах высших чиновников режима, которые противились исполнению таких указов премьер-министра, как обязанность государственных чиновников посещать уроки народных танцев, попытка переноса столицы из Бангкока в Пхетчабун, создание огромного буддийского парка Пхуттхамонтхон. В июле 1944 года парламент вынес Пибунсонграму вотум недоверия, и ему пришлось уйти в отставку с поста премьер-министра, сохранив при этом пост верховного главнокомандующего.
Новым премьер-министром Таиланда 1 августа 1944 года был назначен Кхуанг Апхайвонг, который занимал эту должность до 31 августа 1945 года. К этому времени в Таиланде была начата подготовка к антияпонскому вооружённому восстанию, которая была прекращена по распоряжению командующего британскими войсками на Дальнем Востоке.
19 августа правительство Апхайвонга обратилось к странам антигитлеровской коалиции с просьбой о мире. По условиям мирного договора, заключённого 1 января 1946 года, Сиам (с сентября 1945 по август 1948 страна вновь именовалась «Сиам») отказывался от территориальных захватов 1941—1943 годов и выплачивал контрибуцию Великобритании.

## Временный уход из политики (1944—1948)
Поражение держав Оси и их союзников во второй мировой войне привели к осуждению Пибунсонграма как военного преступника, но в апреле 1946 года военный трибунал оправдал его. Одной из формальных причин оправдания Пибунсонгкрама было то, что правительство Сени Прамота посчитало, что закон о военных преступлениях не имеет обратной силы. Против наказания Пибунсонграма выступил и его давний друг, влиятельный политик Приди Паномионг.
После освобождения Пибунсонгкрам, вопреки своему обещанию не участвовать в политической деятельности, начал искать пути возвращения к власти. Весной 1947 года группа сторонников Пибунсонгкрама, в том числе генерал Мангкон Пхомиот, бывший министр иностранных дел Вичит Вичитватхакан и Праюн Пханмонтри, создали консервативную партию Тхамматхипат («Право в силе») во главе с Мангконом Пхомиотом.
После гибели при загадочных обстоятельствах в июне 1946 года Ананды Махидола (Рамы VIII) трон Таиланда наследовал младший брат короля Рама IX, которому в тот момент было 18 лет. Воспользовавшись неопытностью юного короля и политической нестабильностью, группировка военных во главе с фельдмаршалом Пином Чунхаваном в ноябре 1947 года осуществила военный переворот, сместив Тхамронга Навасавата. Новым премьер-министром в качестве компромиссной фигуры был назначен лидер Демократической партии Кхуанг Апхайвонг, поскольку Пибунсонграм и его сторонники, принимавшие участие в ноябрьском перевороте, сочли кандидатуру Пибунсонграма неприемлемой для того, чтобы сразу возглавить правительство. В то же время политические позиции К.Апхайвонга были достаточно непрочными, и в апреле 1948 года Пибунсонграм вновь пришёл к власти в качестве премьер-министра.

## Второе премьерство (1948—1957)

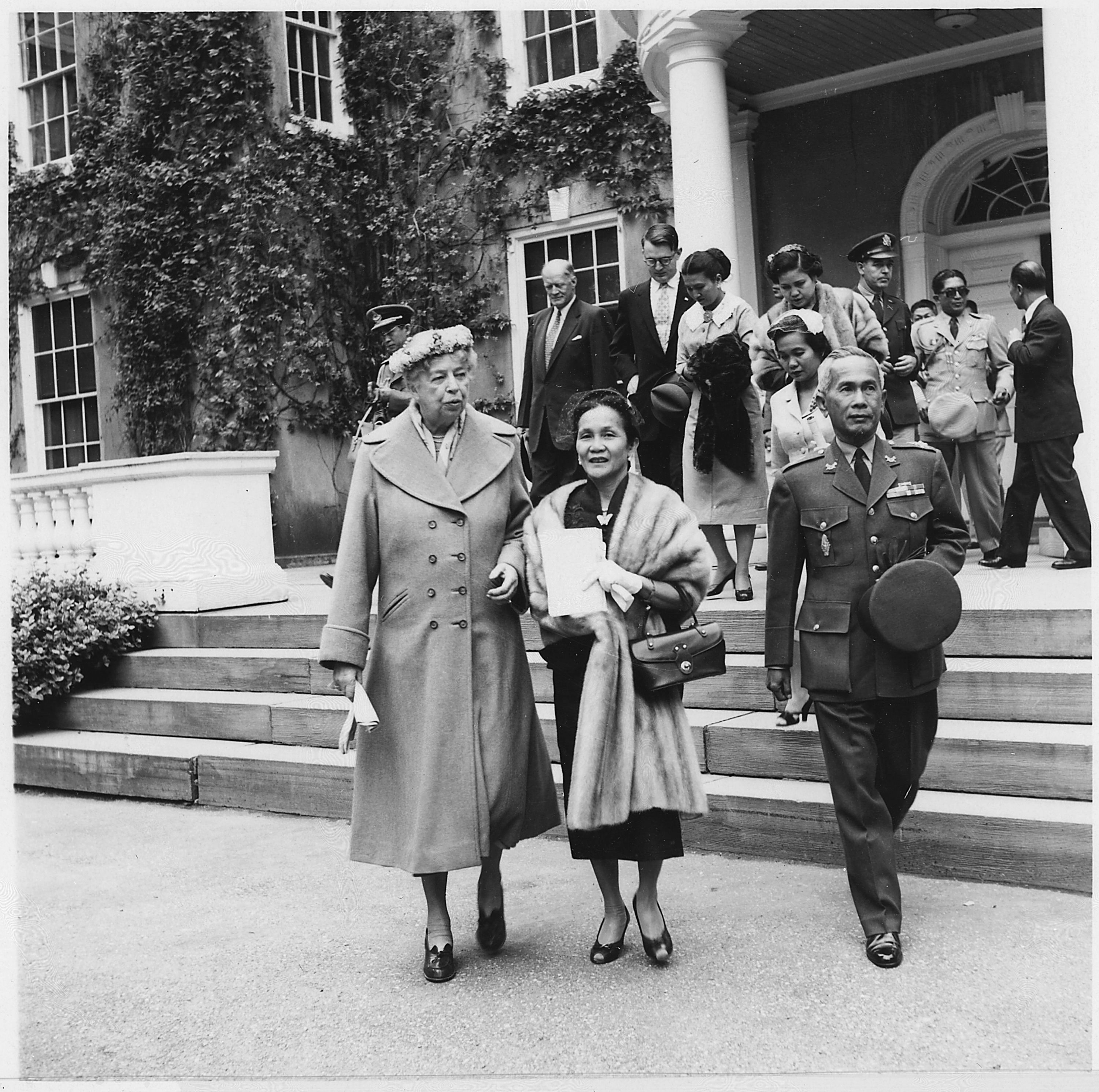
Пибунсонграм с супругой и Элеонора Рузвельт в Нью-Йорке, 1955

Возвращение к власти Пибунсограма было неоднозначно воспринято в Таиланде, в течение года было предпринято две попытки его свержения. 1 октября 1948 года офицерами Генерального штаба армии Таиланда была предпринята попытка переворота, окончившаяся провалом, более пятидесяти офицеров и несколько видных сторонников Паномионга были арестованы. 26 февраля 1949 года была ещё одна неудачная попытка государственного переворота, когда сторонники движения «Свободный Таиланд» и оппозиционно настроенные студенты заняли Большой дворец в Бангкоке.
Второе премьерство Пибунсонгкрама характеризуется проамериканским внешнеполитическим курсом и авторитарной внутренней политикой. Во время Корейской войны Пибунсонгкрам отправил в Корею 4-тысячный воинский контингент в состав войск ООН. В 1950 году Таиланд подписал союзный договор с США, в 1951 году запретил торговлю с социалистическими странами, в том же году в стране были запрещены все политические партии. Несмотря на рекомендации министра иностранных дел Пота Сарасина, 28 февраля 1951 года Пибунсонгкрам объявил об официальном признании королевских правительств Лаоса, Камбоджи и Вьетнама. В знак протеста П. Сарасин подал в отставку.
В 1954 году Таиланд выступил одним из основателей антикоммунистического военного блока СЕАТО.
Запад рассматривал Пибунсонгкрама как предпочтительную фигуру, способную удерживать власть и придерживаться прозападного курса и оказывал режиму Пибунсонгкрама военную и экономическую помощь. В период 1951 по 1957 год США предоставили Таиланду военную помощь в размере 222 млн долларов и экономическую — в размере 149 млн долларов.
В 1955 году, после заключения Женевских соглашений по Индокитаю и длительной зарубежной поездки в США и Европу, Пибунсонграм провёл ряд мероприятий по либерализации внутренней политики. В парке Санам Луанг в Бангкоке был создан «уголок ораторов», аналог Гайд-парка в Лондоне. Была проведена амнистия политических заключённых и разрешено создание политических партий. Под руководством Пибунсонграма была создана политическая партия Сери Манангасила, в которой он сам стал председателем, вице-председателем — фельдмаршал Сарит Танарат, а генеральным секретарём — начальник полиции Пао Сианон.
Был также принят ряд законов, облегчавших положение трудящихся. Закон о труде, принятый в январе 1957 года легализовал профсоюзы, ограничил продолжительность рабочей недели 48 часами, установил время отдыха и сверхурочной работы, а также нормы техники безопасности. 1 мая было объявлено выходным днём.
В феврале 1957 года были проведены парламентские выборы на многопартийной основе, на которых победу одержала Сери Манангасила. Но в армейских кругах вызревало недовольство политикой Пибунсонграма, раздавались обвинения в фальсификации выборов, что привело в конечном счёте к военному  перевороту 16 сентября 1957, возглавляемому Саритом Танаратом и свержению Пибунсонграма. По некоторым оценкам, в этом перевороте были замешаны США.

## Последние годы
После отстранения от власти Пибунсонгкрам эмигрировал в Японию, неоднократные его просьбы о возможности вернуться в Таиланд были отклонены. 11 июня 1964 года он скончался в Токио от сердечной недостаточности. Урна с его прахом была перевезена в Таиланд и с воинскими почестями захоронена в Бангкоке в районе Бангкхе.

## Личная жизнь
Был женат на Ла-иад Бхандуракви, в браке у них было трое сыновей и трое дочерей. Его младший сын — Нит Пибунсонгкрам (1941—2014) был министром иностранных дел Таиланда в 2006—2008 годах.